# 羅伯遜島
羅伯遜島是俄羅斯的島嶼，屬於法蘭士約瑟夫地群島的一部分，由阿爾漢格爾斯克州負責管轄，位於諾斯布魯克島以東的巴倫支海，島長少於1公里。